# Kościół Przemienienia Pańskiego w Ścieszycach
Kościół Przemienienia Pańskiego w Ścieszycach – kościół parafialny w Ścieszycach na Białorusi.

## Historia
Kościół zbudowano w 1996 roku. W dniu 5 sierpnia 2006 roku administrator apostolski archidiecezji mińsko-mohylewskiej biskup Antoni Dziemianko poświęcił nowo powstały ołtarz główny oraz granitowy krzyż przed kościołem.